# 田鐸
田鐸（1440年—1510年），字振之，號西埜，山西澤州陽城縣人，民籍，明朝政治人物。進士出身。

## 生平
早年出身國子生，成化四年（1468年）戊子科山西鄉試第二十名。成化十四年（1478年）戊戌科會試第三百四十七名，殿試登進士第二甲第四十八名，授戶部主事，升戶部員外郎、戶部郎中。弘治二年，奉命賑災四川，因事連坐，謫蓬州知州。在任期間懲治豪強地主，并建立橋樑交通，方便民用。監察御史抵達蓬州時，發現當地無訟，為此驚訝，隨後方知州無冤民，於是回朝后舉薦，升任廣東僉事，隨後改為四川參議，不赴，以老疾告歸。正德年間，劉瑾矯詔，命其處理廣東鹽法。未抵達時，劉瑾被誅，旁邊有人勸其不去，田鐸不聽，死於路上，年八十二歲。

## 家族
曾祖父田仕招。祖父田輔，曾任左參政。父亲田琮，曾任驛丞。娶趙氏。